# Grupiara
Grupiara este un oraș în Minas Gerais (MG), Brazilia.